# Sandy Acceleration's New Acceleration

Las API XAA/EXA/UXA/SNA son para los controladores de gráficos 2D dentro del servidor X. Tenga en cuenta que el software moderno utiliza Direct Rendering.

Glamor reemplaza DDX, aquí con XWayland.

En informática, Sandy Acceleration's New Acceleration (SNA) es una arquitectura de aceleración de gráficos para X.Org Server desarrollada por Intel como reemplazo de UXA.